# (13700) Connors
(13700) Connors (1998 MM36) – planetoida z grupy pasa głównego asteroid okrążająca Słońce w ciągu 3,28 lat w średniej odległości 2,2 j.a. Odkryta 26 czerwca 1998 roku.